# Pallacanestro Cantù 1995-1996
Questa voce raccoglie le informazioni riguardanti la Pallacanestro Cantù nelle competizioni ufficiali della stagione 1995-1996.

## Stagione
La stagione 1995-1996 della Pallacanestro Cantù, sponsorizzata Polti, è la 4ª nel secondo livello del campionato italiano di pallacanestro, la Serie A2.
Nel mese di luglio si giunse ad un momento storico per la Pallacanestro Cantù. Franco Polti si era appassionato talmente tanto della pallacanestro che non voleva continuare solo con la sponsorizzazione ma era disposto anche a comprare la squadra. Così, dopo quasi quarant'anni Aldo Allievi decise di farsi da parte cedendo la società alla famiglia Polti. Inoltre, in quel periodo, anche il capitano Beppe Bosa lasciò la società e in questo modo la sua eredità venne presa da Alberto Rossini. Subito il nuovo presidente si mise alla costruzione di una squadra competitiva che doveva puntare alla promozione e per questo arrivarono Franco Binotto, Fabrizio Valente, Luca Sonego oltre al ritorno di Andrea "Rambo" Gianolla. Per quanto riguardava il giocatore straniero, invece, la Pallacanestro Cantù riuscì ad ingaggiare l'ex NBA Thurl Bailey, un vero colpo e lusso per il campionato di A2.
Il campionato si aprì con sole due vittorie su cinque partite e questo bastò a Franco Polti per esonerare Giancarlo Sacco, così il presidente chiese a Bruno Arrigoni di guidare la squadra, ma egli rifiutò preferendo l'assistentato e per questo divenne allenatore Gianfranco "Dado" Lombardi. Con la nuova guida tecnica Cantù risalì lentamente la classifica arrivando alla fine del girone di andata con solo due punti di distacco dalla vetta. Il 28 gennaio, contro Napoli, arrivò la tredicesima vittoria di fila, ultima di una lunga serie iniziata proprio con l'arrivo di Lombardi. Così Cantù chiuse sia la stagione regolare che la fase a "orologio" al primo posto. Nei playoff in semifinale la Brescialat Gorizia venne sconfitta facilmente 3-0 così i biancoblù conquistarono la finale contro la Pallacanestro Reggiana. Gli uomini di Lombardi si imposero al Pianella e anche a Reggio Emilia di misura, così ebbero il "match point" in casa per la promozione. Il 26 maggio davanti a 4.123 spettatori la Pallacanestro Cantù vinse 86-70 e ottenendo la promozione nella massima serie.

## Roster
|    | Naz.                   | Ruolo | Sportivo            |  |  |  | Note |
| -- | ---------------------- | ----- | ------------------- |  |  |  | ---- |
| 4  | Italia (bandiera)      | G     | Franco Binotto      |  |  |  |      |
| 9  | Italia (bandiera)      | P     | Alberto Rossini     |  |  |  |      |
| 10 | Italia (bandiera)      | P     | Eros Buratti        |  |  |  |      |
| 12 | Italia (bandiera)      | A     | Alessandro Zorzolo  |  |  |  |      |
| 13 | Stati Uniti (bandiera) | AC    | Thurl Bailey        |  |  |  |      |
| 19 | Italia (bandiera)      | G     | Andrea Gianolla     |  |  |  |      |
|    | Italia (bandiera)      | PG    | Alberto Angiolini   |  |  |  |      |
|    | Italia (bandiera)      |       | Luca Ceroni         |  |  |  |      |
|    | Italia (bandiera)      | A     | Davide Cristelli    |  |  |  |      |
|    | Italia (bandiera)      |       | Marco Molteni       |  |  |  |      |
|    | Italia (bandiera)      |       | Simone Moscatelli   |  |  |  |      |
|    | Italia (bandiera)      | C     | Luca Sonego         |  |  |  |      |
|    | Italia (bandiera)      |       | Fabrizio Valente    |  |  |  |      |
| -  | Italia (bandiera)      | AP    | Andrea Bona         |  |  |  |      |
| -  | Italia (bandiera)      |       | Ezio De Piccoli     |  |  |  |      |
| -  | Italia (bandiera)      |       | Stefano Mantica     |  |  |  |      |
|    | Italia (bandiera)      | ALL   | Giancarlo Sacco     |  |  |  |      |
|    | Italia (bandiera)      | ALL   | Bruno Arrigoni      |  |  |  |      |
|    | Italia (bandiera)      | ALL   | Gianfranco Lombardi |  |  |  |      |

## Mercato

### Sessione estiva
| Acquisti | Acquisti         | Acquisti        | Acquisti   |
| R.       | Nome             | da              | Modalità   |
| -------- | ---------------- | --------------- | ---------- |
| AC       | Thurl Bailey     | Paniōnios       | definitivo |
| G        | Franco Binotto   | Reyer Venezia   | definitivo |
| G        | Andrea Gianolla  | Mens Sana Siena | definitivo |
|          | Fabrizio Valente | Auxilium Torino | definitivo |
| C        | Luca Sonego      | Fabriano Basket | definitivo |

| Cessioni | Cessioni        | Cessioni       | Cessioni       |
| R.       | Nome            | a              | Modalità       |
| -------- | --------------- | -------------- | -------------- |
| AG       | Beppe Bosa      | Aresium        | fine contratto |
| C        | Angelo Gilardi  | UG Goriziana   | fine contratto |
| A        | J.J. Anderson   | Free agent     | fine contratto |
| C        | Marco Baldi     | Olimpia Milano | fine contratto |
| G        | Marco Sambugaro | Olimpia Milano | fine contratto |

### Dopo l'inizio della stagione
| Acquisti | Acquisti            | Acquisti   | Acquisti        | Acquisti   |
| R.       | Nome                | da         | Data            | Modalità   |
| -------- | ------------------- | ---------- | --------------- | ---------- |
| PG       | Alberto Angiolini   | Free agent | 1º ottobre 1995 | definitivo |
| ALL      | Gianfranco Lombardi | Free agent | 24 ottobre 1995 | definitivo |

| Cessioni | Cessioni          | Cessioni   | Cessioni        | Cessioni    |
| R.       | Nome              | a          | Data            | Modalità    |
| -------- | ----------------- | ---------- | --------------- | ----------- |
| ALL      | Giancarlo Sacco   | Free agent | 15 ottobre 1995 | rescissione |
| PG       | Alberto Angiolini | Free agent | 22 ottobre 1995 | rescissione |